# Grammoplites knappi
Grammoplites knappi är en fiskart som beskrevs av Imamura och Amaoka, 1994. Grammoplites knappi ingår i släktet Grammoplites och familjen Platycephalidae. Inga underarter finns listade i Catalogue of Life.